# Color Graphics Adapter
CGA (ang. Color Graphics Adapter) – jeden ze standardów kart graficznych IBM-PC wprowadzony ok. 1981 roku.
Oryginalna karta IBM CGA została zbudowana na kontrolerze Motorola 6845; posiada 16 kB pamięci i umożliwia wyświetlanie obrazu na monitorach czarno-białych lub kolorowych oraz na odbiornikach telewizyjnych.

## Tryby graficzne

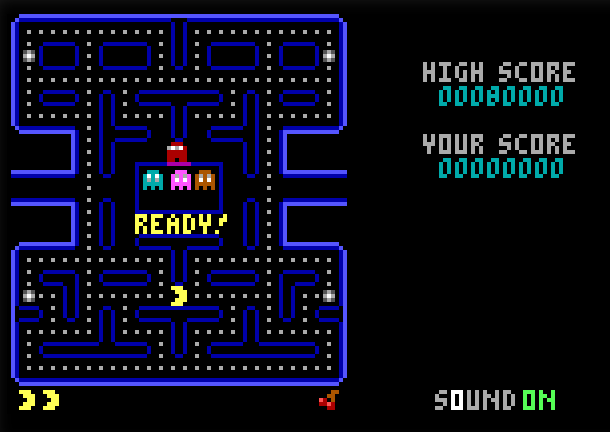
Pac-Man w rozdzielczości 160 × 100 z 16 kolorami

Może pracować w dwóch trybach:
- Znakowym w rozdzielczościach:
  - 40×25 znaków[3] dla odbiorników TV,
  - 80×25[3] dla monitorów. Kolor każdego znaku oraz kolor tła są ustawiane indywidualnie: kolor znaku jest wybierany z palety 16 predefiniowanych barw, natomiast tło z palety 8 kolorów uzupełnionej o atrybut migania dający 16 kombinacji tła.
- Graficznym[4]:
  - 320×200, dostępne 4 kolory[5], możliwość wyświetlania na odbiorniku TV;
  - 640×200, czarno-biały[3], możliwość wyświetlania tylko na monitorze.

W trybach znakowych wyświetlane znaki mają rozmiar 8×8 punktów, a ich kształt jest pobierany z pamięci ROM. W trybach graficznych rozmiar znaku także wynosi 8×8 punktów, ale istnieje możliwość zmiany wyglądu poszczególnych znaków.
Karty CGA zostały zastąpione kartami EGA.

Porównanie trybów graficznych CGA
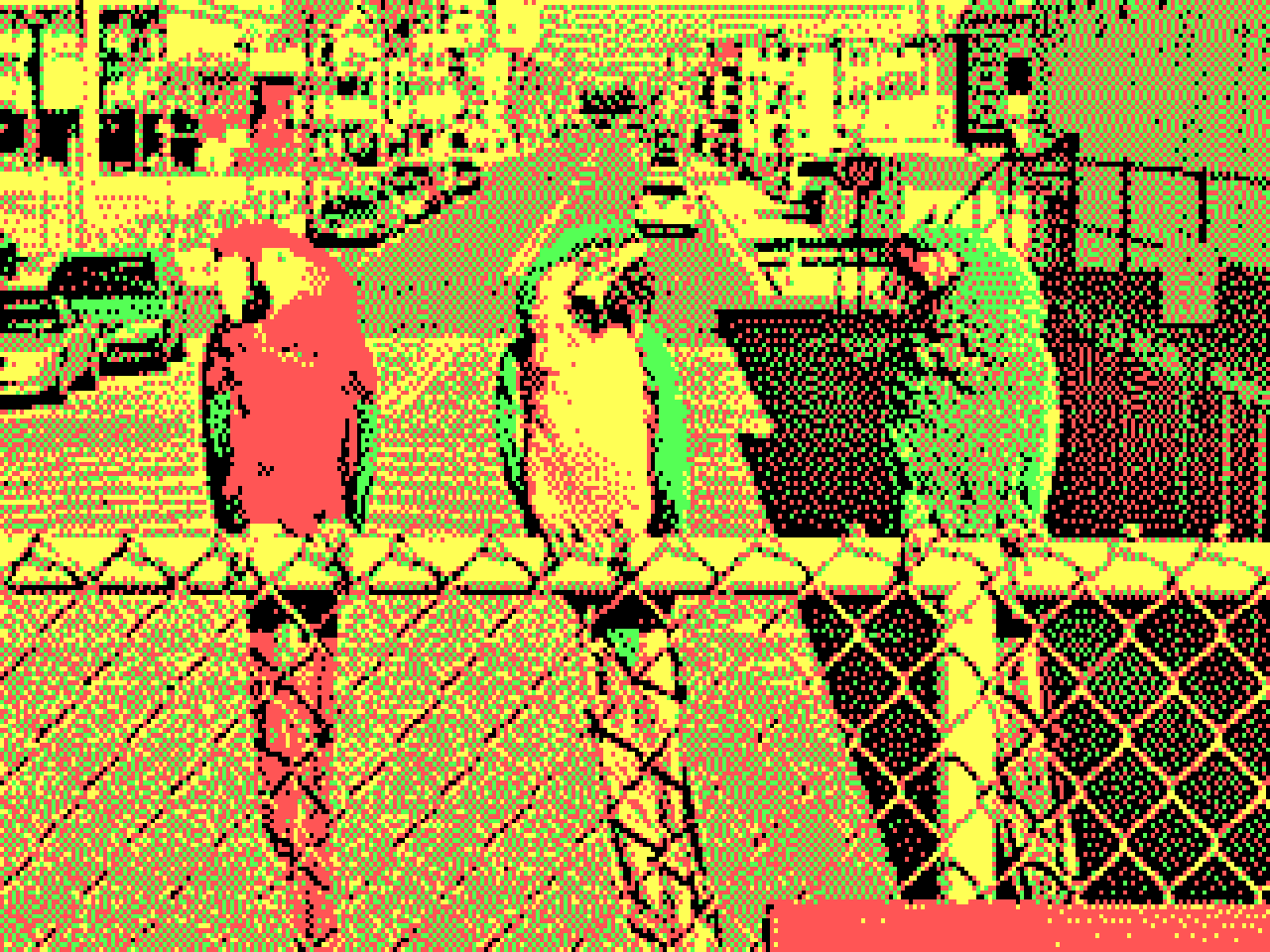
320 × 200 w palecie 4 kolorów 0
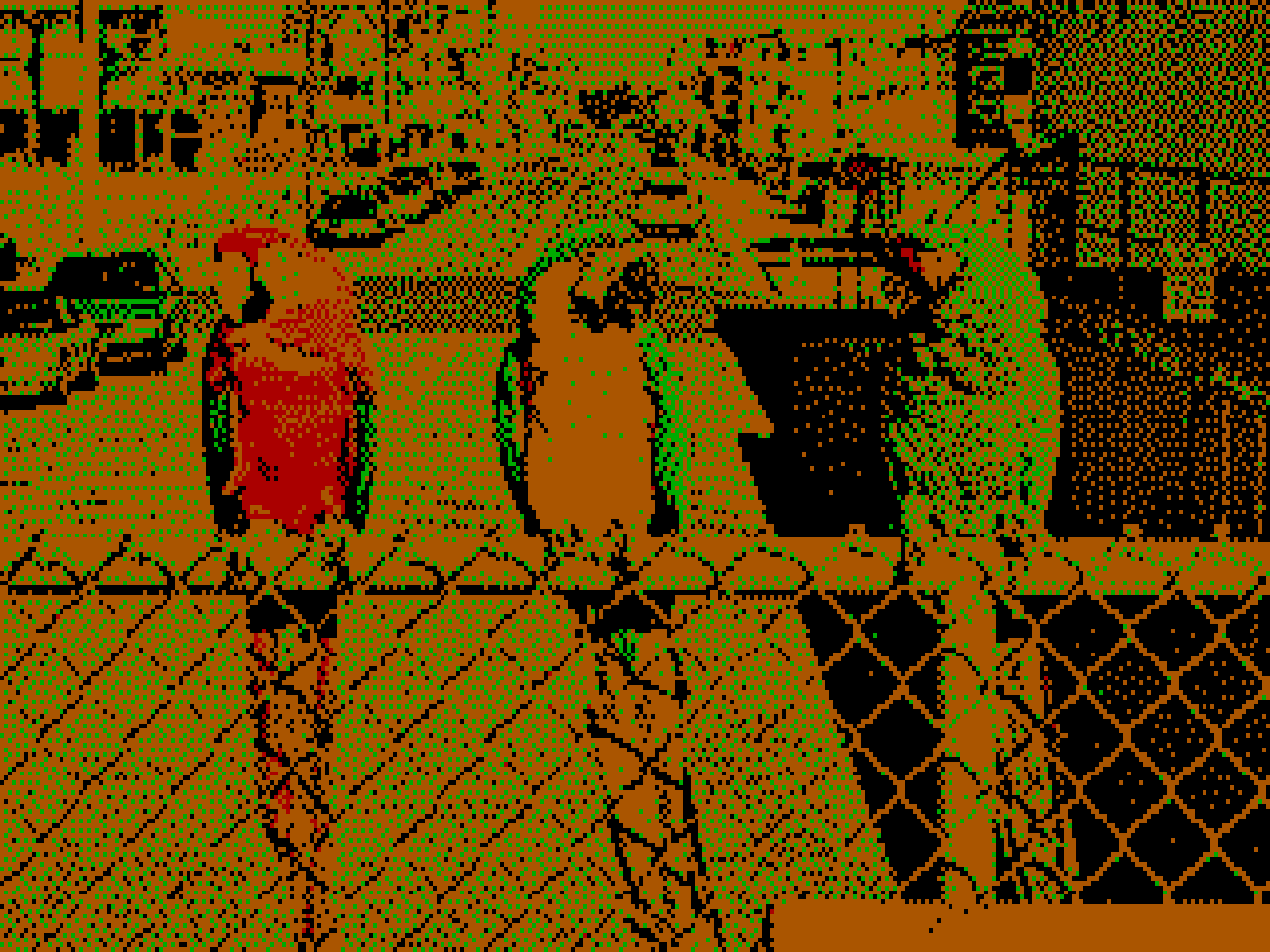
320 × 200 w palecie 4 kolorów 0 niska intensywność
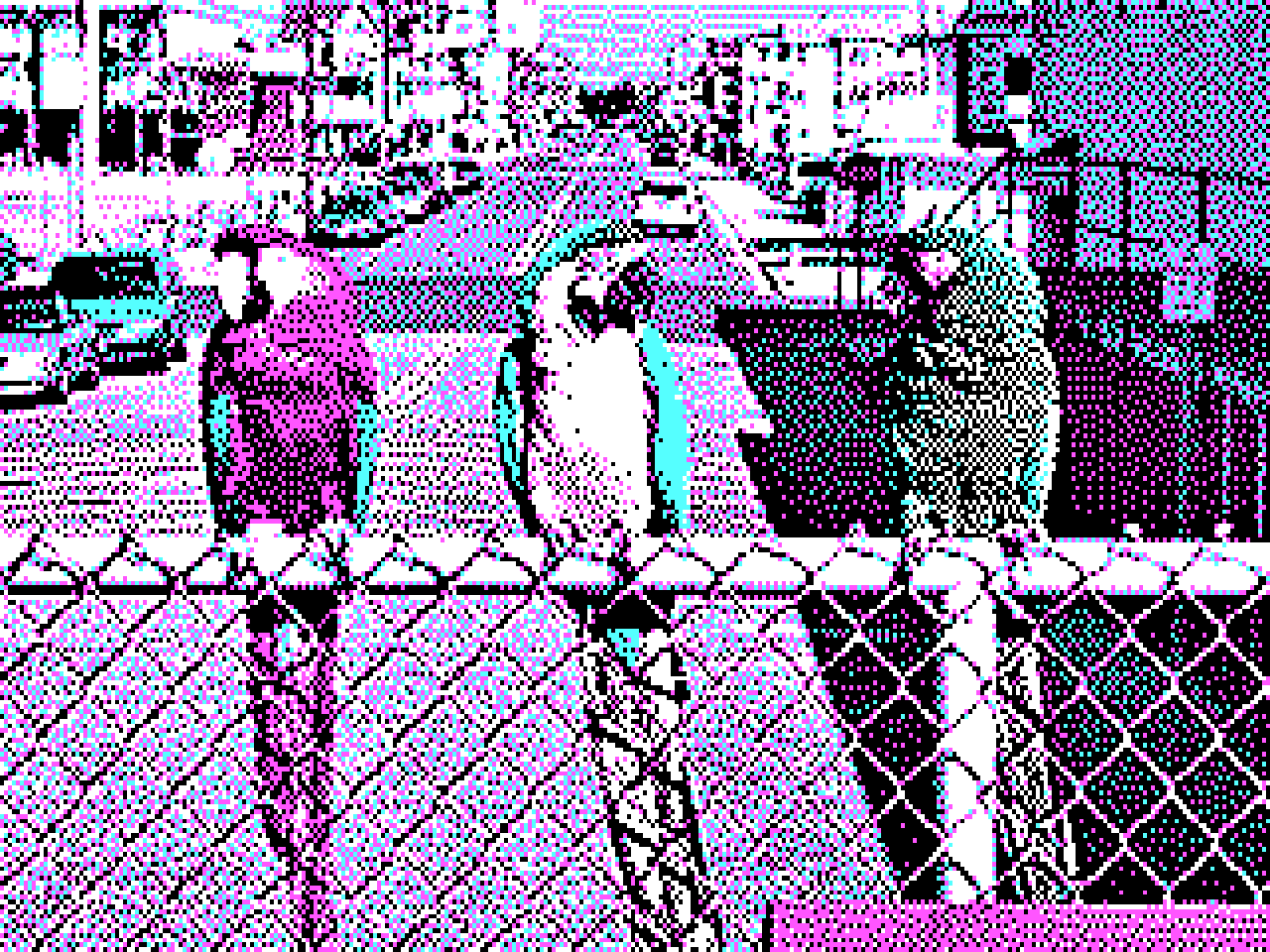
320 × 200 w palecie 4 kolorów 1
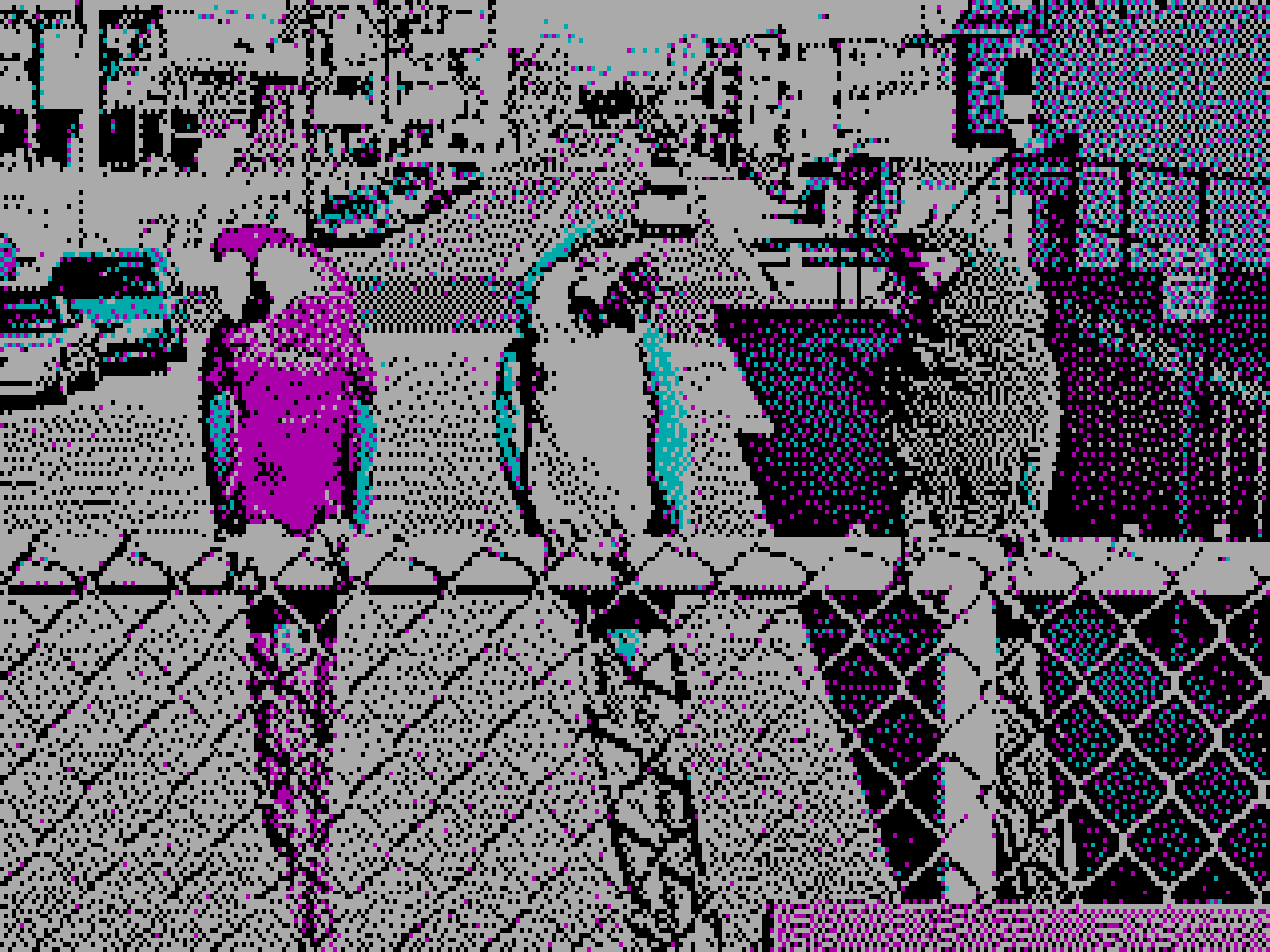
320 × 200 w palecie 4 kolorów 1 niska intensywność
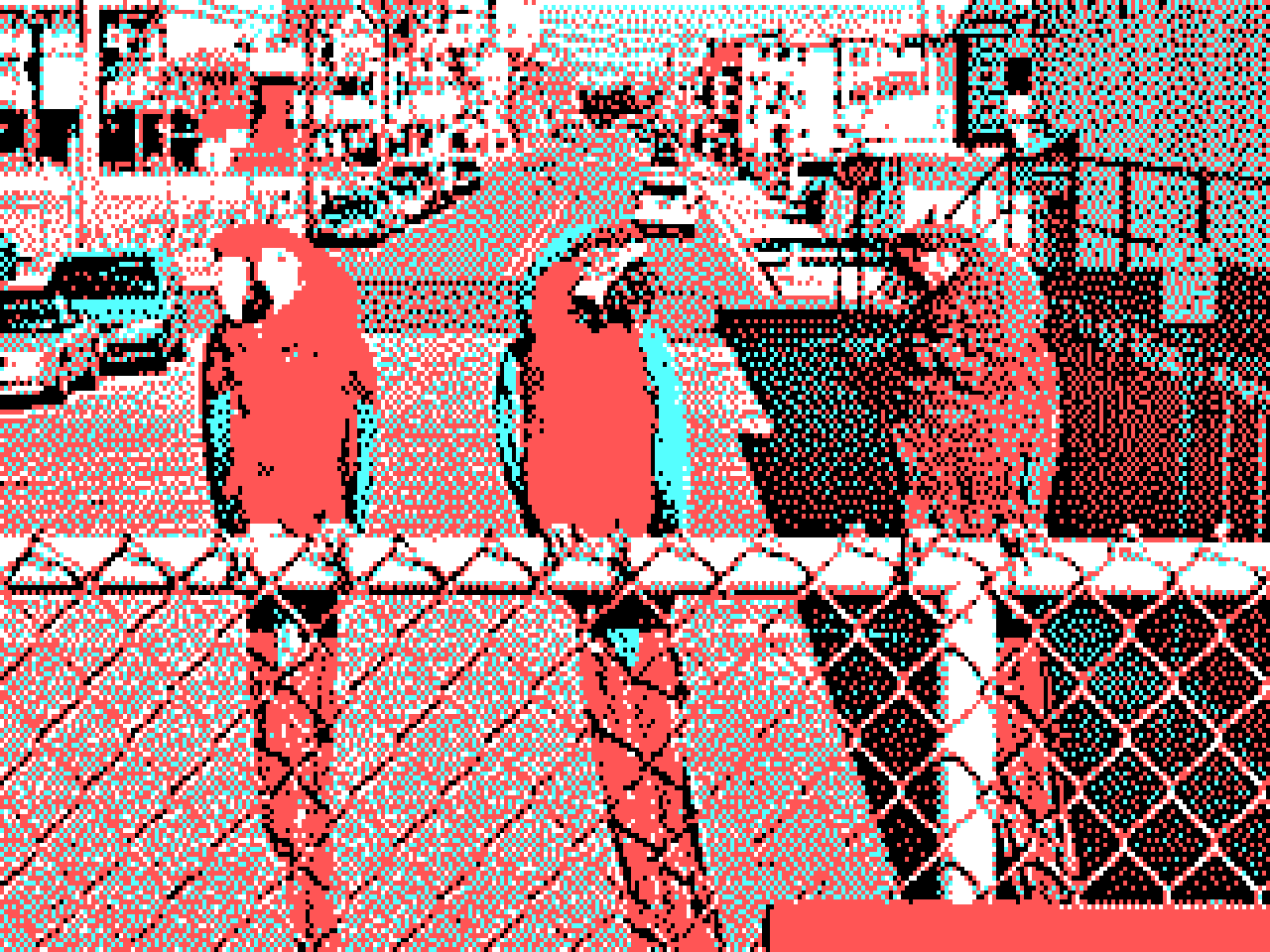
320 × 200 w palecie 4 kolorów 3
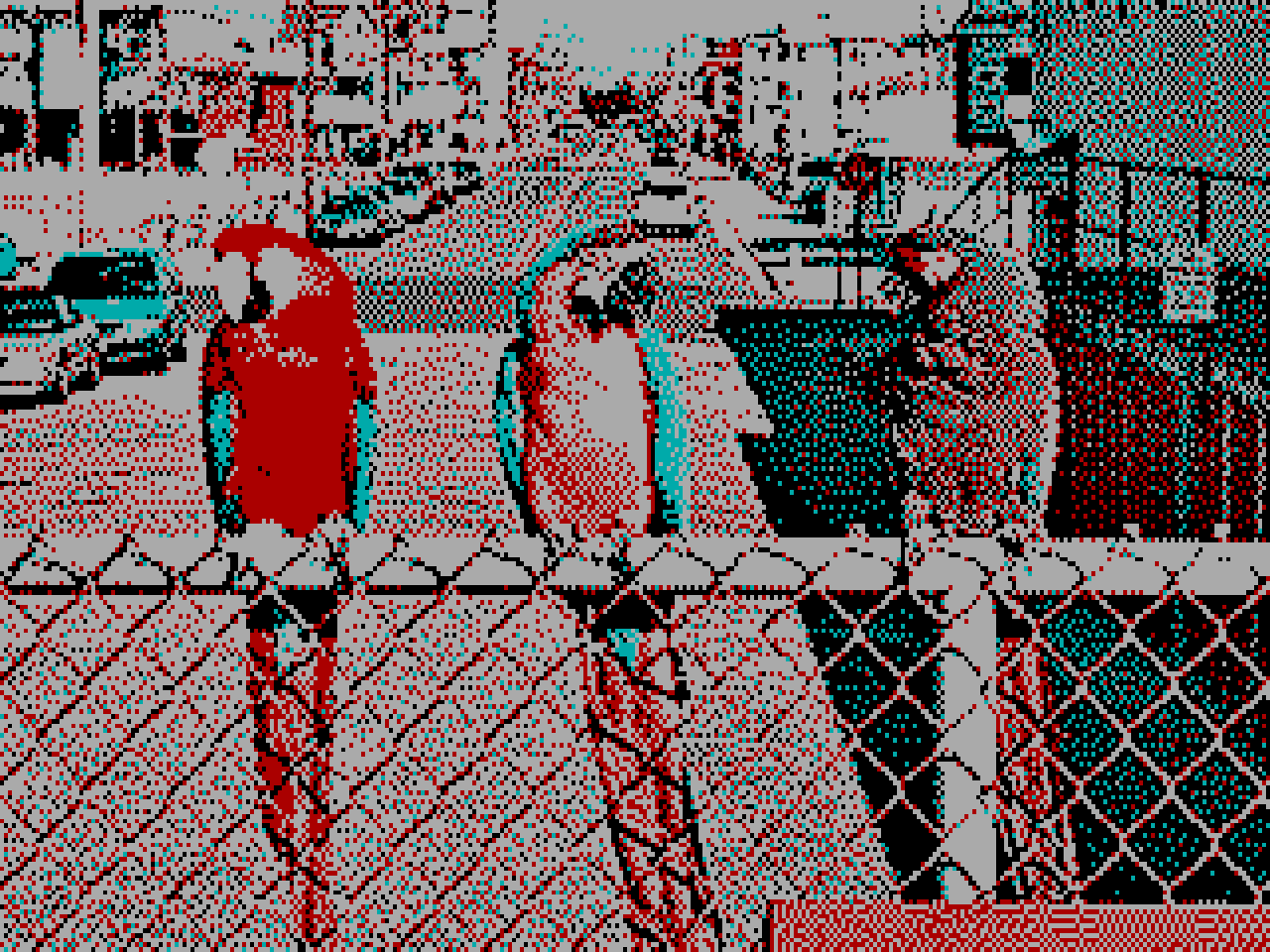
320 × 200 w palecie 4 kolorów 3 niska intensywność
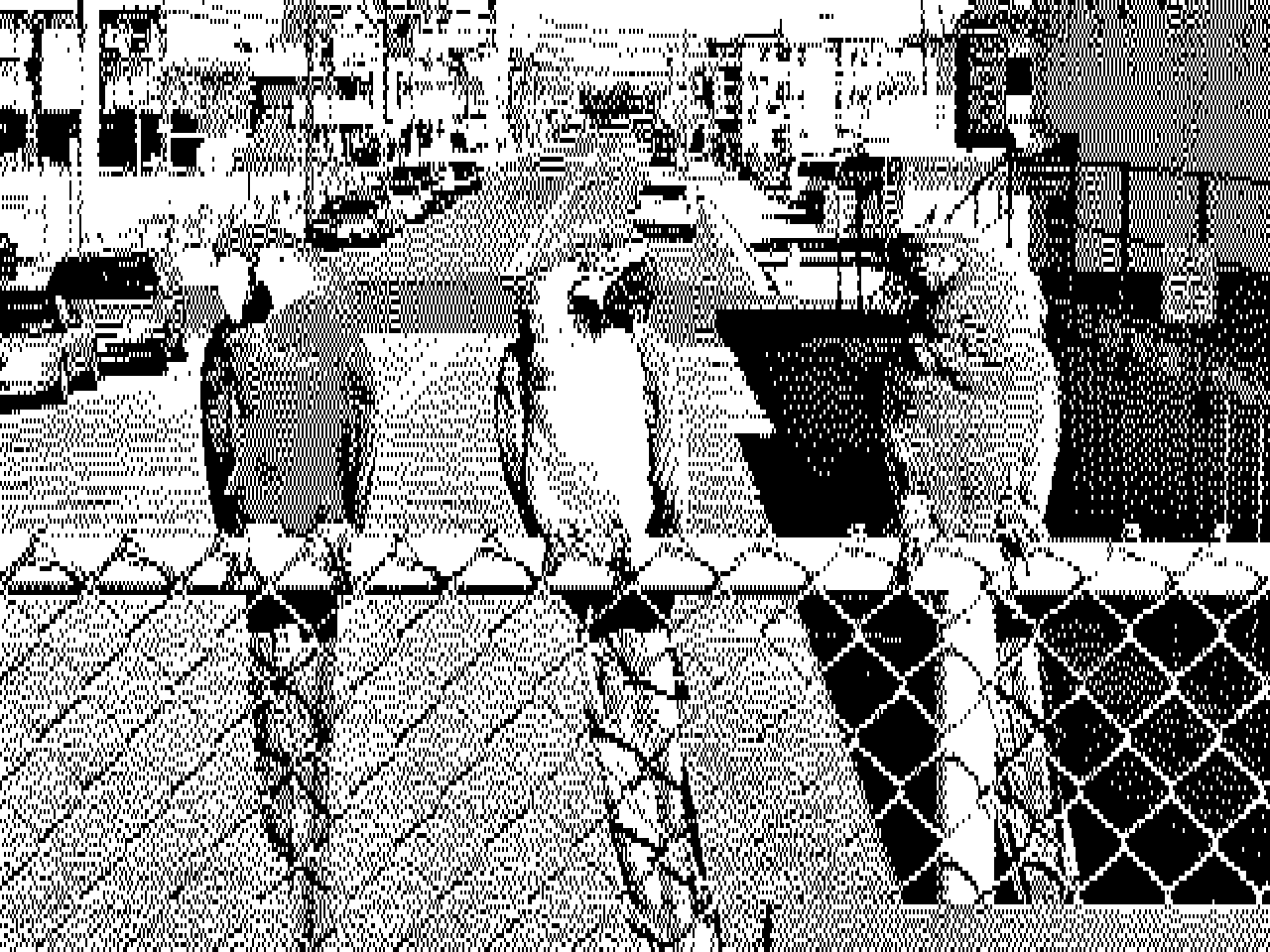
640 × 200 w palecie 2 kolorów
160 × 100 w palecie 16 kolorów
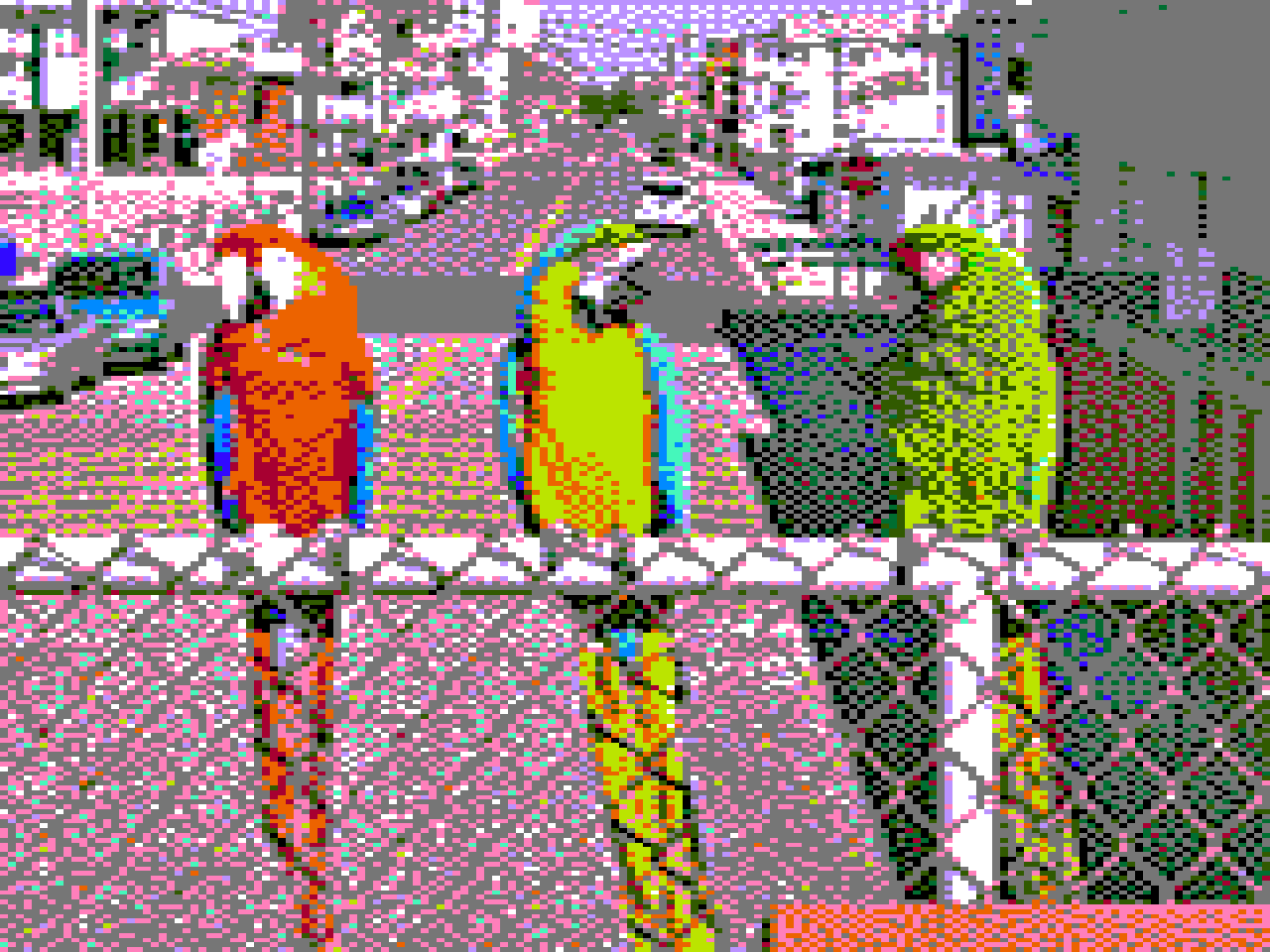
Kolory kompozytowe (640 × 200)
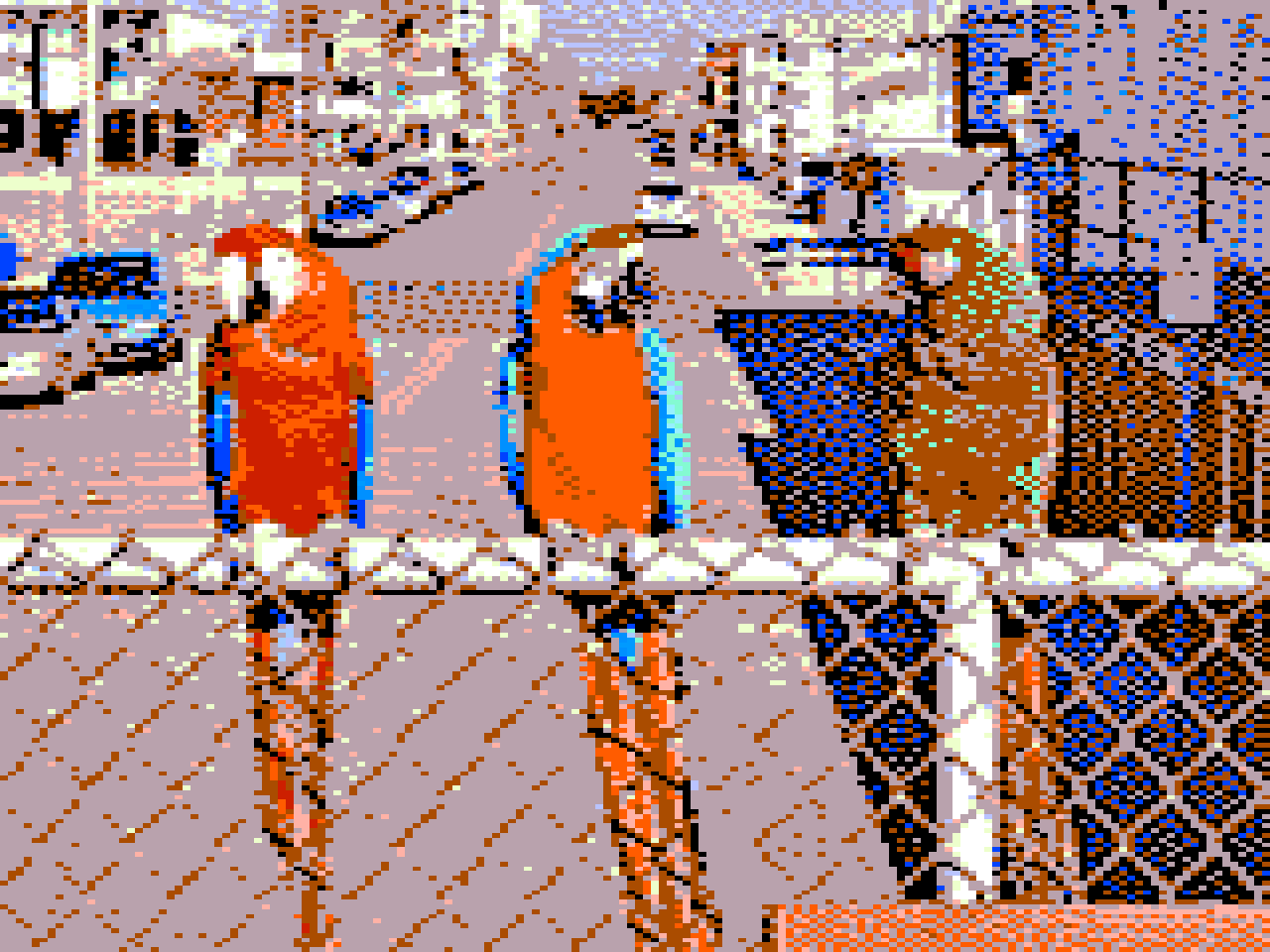
Kolory kompozytowe (320 × 200)
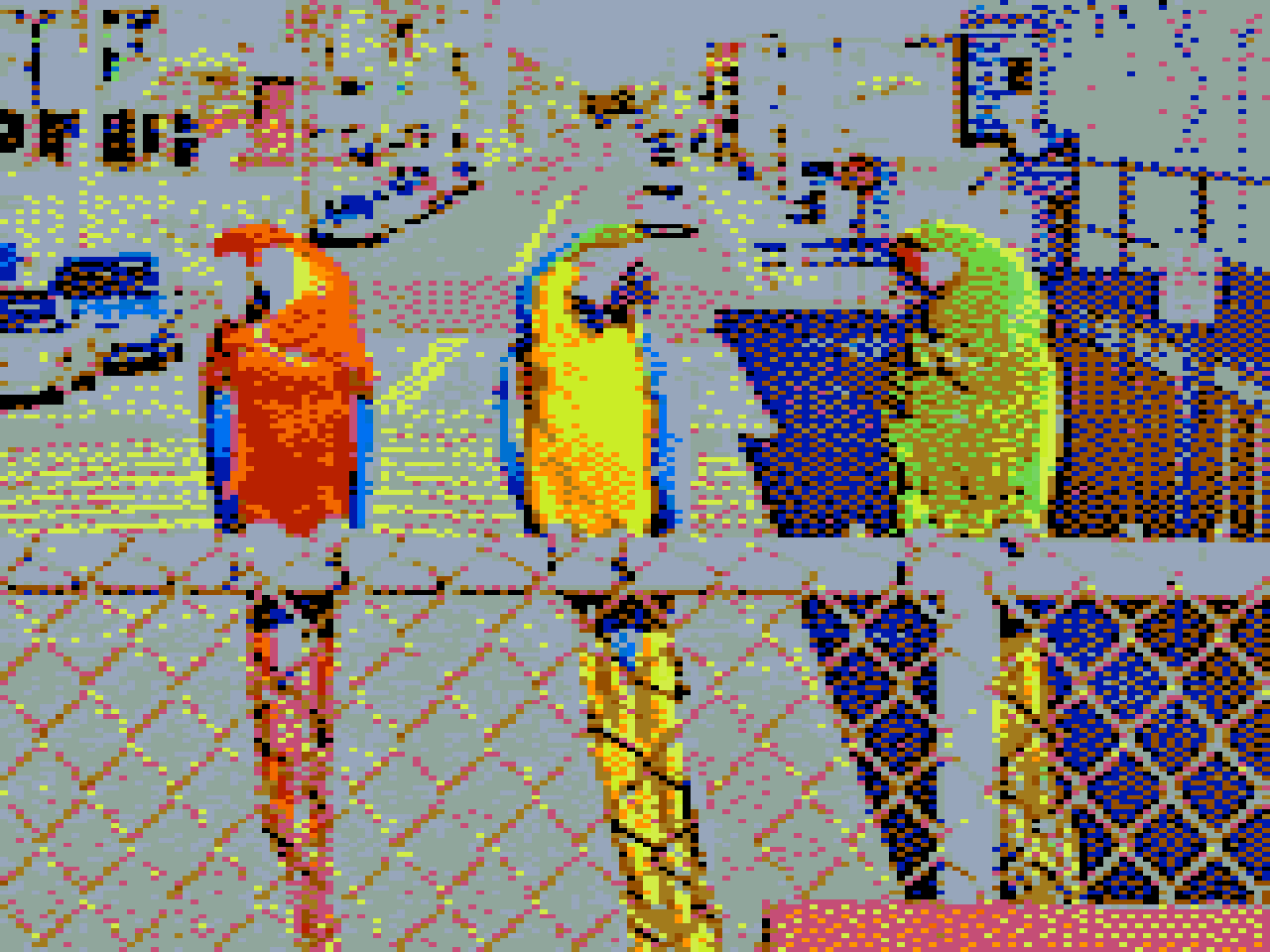
Kolory kompozytowe (320 × 200)

## Palety kolorów
| Wszystkie 16 kolorów możliwe do wyświetlenia w trybie znakowym | Wszystkie 16 kolorów możliwe do wyświetlenia w trybie znakowym |
| -------------------------------------------------------------- | -------------------------------------------------------------- |
| 0 – czarny #000000                                             | 8 – (ciemny) szary #555555                                     |
| 1 – niebieski #0000AA                                          | 9 – jasny niebieski #5555FF                                    |
| 2 – zielony #00AA00                                            | 10 – jasny zielony #55FF55                                     |
| 3 – niebiesko-zielony #00AAAA                                  | 11 – jasny niebiesko-zielony #55FFFF                           |
| 4 – czerwony #AA0000                                           | 12 – jasny czerwony #FF5555                                    |
| 5 – fioletowy #AA00AA                                          | 13 – różowy #FF55FF                                            |
| 6 – brąz (pomarańcz) #AA5500                                   | 14 – żółty #FFFF55                                             |
| 7 – biały (jasny szary) #AAAAAA                                | 15 – jasny biały #FFFFFF                                       |

|                                        | 4-kolorowa paleta trybu graficznego #1 |
| podstawowy                             | 5 – fioletowy                          |
| 3 – niebiesko-zielony                  | 7 – biały (jasny szary)                |
|                                        |                                        |
| 4 kolorowa paleta trybu graficznego #2 |                                        |
| podstawowy                             | 4 – czerwony                           |
| 2 – zielony                            | 6 – brąz (pomarańcz)                   |